# 韋爾內什蒂鄉
45°13′N 26°43′E / 45.217°N 26.717°E
韋爾內什蒂鄉（羅馬尼亞語：Comuna Vernești, Buzău），是羅馬尼亞的鄉份，位於該國東南部，由布澤烏縣負責管轄，面積9,174平方公里，海拔高度122米，2007年人口8,880，人口密度每平方公里1人。